# (31267) Kuldiga
(31267) Kuldiga est un astéroïde de la ceinture principale.

## Description
(31267) Kuldiga est un astéroïde de la ceinture principale. Il fut découvert le 1er mars 1998 à La Silla par Eric Walter Elst. Il présente une orbite caractérisée par un demi-grand axe de 3,02 UA, une excentricité de 0,11 et une inclinaison de 10,6° par rapport à l'écliptique.

## Compléments